# FC 삼트레디아
FC 삼트레디아(조지아어: საფეხბურთო კლუბი სამტრედია, 영어: FC Samtredia)는 삼트레디아를 연고로 하는 조지아의 축구 클럽이다. 현재는 에로브눌리리가에 참가하고 있다.

## 성적
- 우마글레시리가 우승 1회 (2016), 준우승 2회 (1995, 2016)
- 피르벨리리가 우승 1회 (2009), 준우승 1회 (1998)

## 선수 명단

### 현역
- 레바즈 인지아(2023 ~ )
- 새뮤얼 잉쿰(2020 ~ )
- 선데이 아데예미 팔레예(2023 ~ )

## 역대 감독
| 감독                  | 임기 |
| --------------------- | ---- |
| 바드리 크바라츠헬리아 | 2018 |